# Flughafen Fuerteventura

i8
i11
i13
Der Flughafen Fuerteventura (spanisch Aeropuerto de Fuerteventura; IATA-Code: FUE, ICAO-Code: GCFV) ist der internationale Flughafen der zu Spanien gehörenden Kanareninsel Fuerteventura. Er liegt fünf Kilometer südlich der Hauptstadt Puerto del Rosario.

## Geschichte

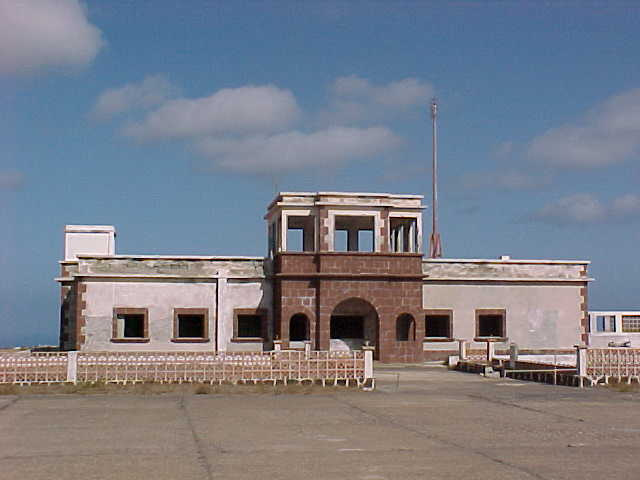
Gebäude des 1952 eröffneten Flughafens Los Estancos

Im Jahr 1940 begannen die Bauarbeiten für einen Militärflugplatz in Tefía, der 1950 für den kommerziellen Verkehr geöffnet wurde. Aufgrund der Entfernung zu Puerto del Rosario und des steigenden kommerziellen Flugverkehrs wurde 1952 der Flughafen Tefía geschlossen, und stattdessen wurden die Einrichtungen in Los Estancos, etwa 5 km von der Hauptstadt entfernt, genutzt.
Das schnelle Bevölkerungswachstum und die unvorteilhafte Lage führten zur Suche nach einem neuen Standort für den Insel-Flughafen. Der neue Flughafen in El Matorral wurde 1969 eröffnet. Der erste Flug war eine Fokker F27, die von Gran Canaria nach Fuerteventura und dann weiter nach Lanzarote flog.
Ab 1973 begannen internationale Flüge von Fuerteventura aus, die jährlich zunahmen. Dies führte 1992 zu einer vollständigen Modernisierung der Einrichtungen. Zwischen 1994 und 2001 wurde der Flughafen umfangreich ausgebaut, mit einer neuen Passagierabfertigungshalle, einer erweiterten Vorfeldfläche, einem neuen Kraftwerk und einer neuen Zufahrtsstraße. Die heutige Passagierabfertigungshalle verfügt über 66 Check-in-Schalter und 24 Flugsteige mit Passkontrolle. Die Erweiterungen ermöglichen es, bis zu acht Millionen Passagiere pro Jahr zu bedienen.
Der Ausbau der Start- und Landebahn, die Installation einer Wasseraufbereitungsanlage, eine neue Frachtterminal sowie eine neue Passagierabfertigungshalle und ein neuer Kontrollturm sind ebenfalls abgeschlossen. Noch ausstehend sind die Inbetriebnahme der Gates 1 bis 6 sowie der kommerziellen Bereiche und der VIP-Lounge in der Abflughalle.

## Flughafenanlagen

### Start- und Landebahn
Der Flughafen Fuerteventura verfügt über eine Start- und Landebahn. Sie trägt die Kennung 01/19, ist 3406 Meter lang, 45 Meter breit und hat einen Belag aus Asphalt.

### Passagierterminal
Das Passagierterminal des Flughafens hat eine Kapazität von 8,2 Millionen Passagieren pro Jahr. Es ist mit 24 Flugsteigen und elf Fluggastbrücken ausgestattet.

### Galerie

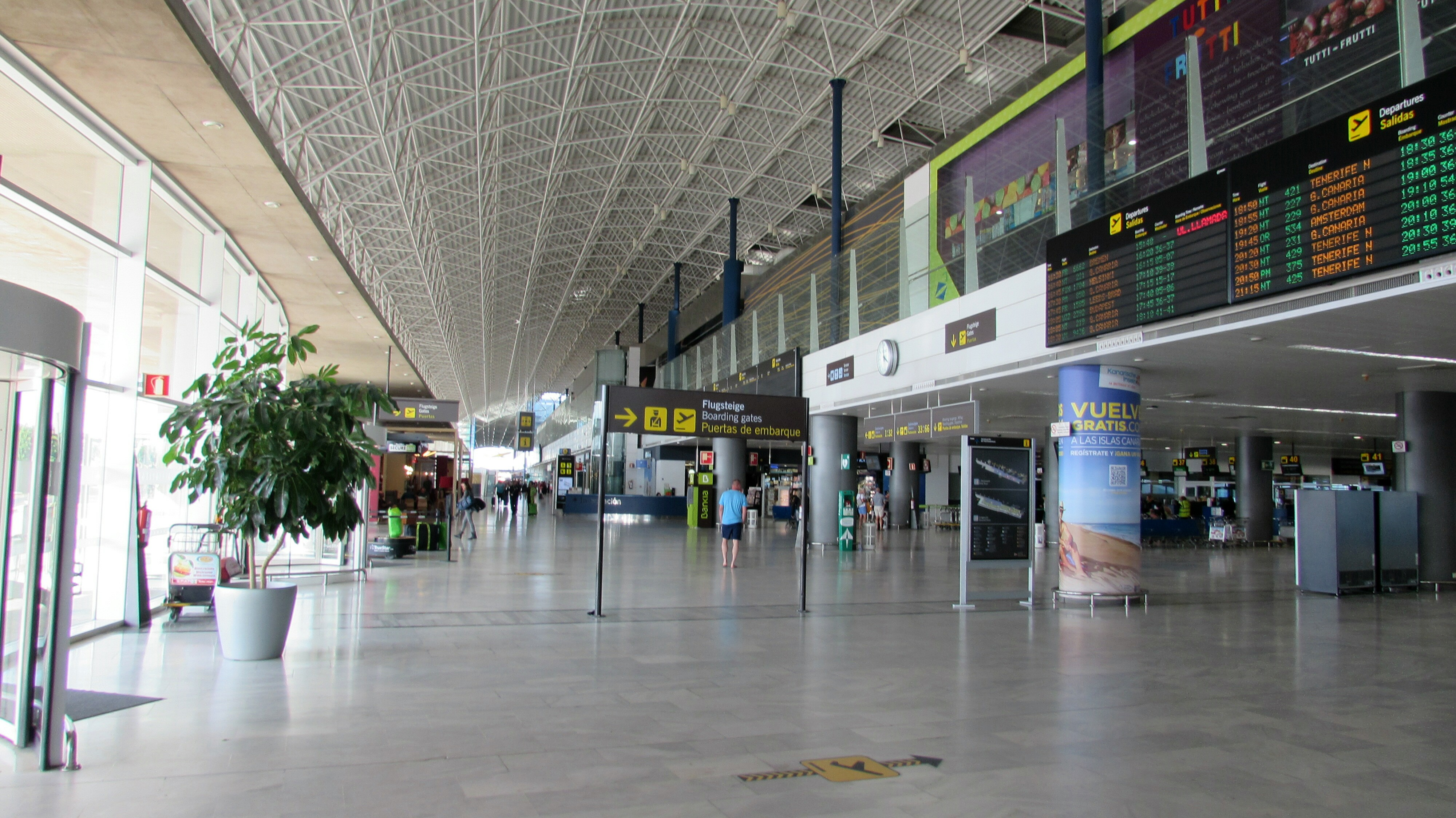
Flughafenhalle 2018
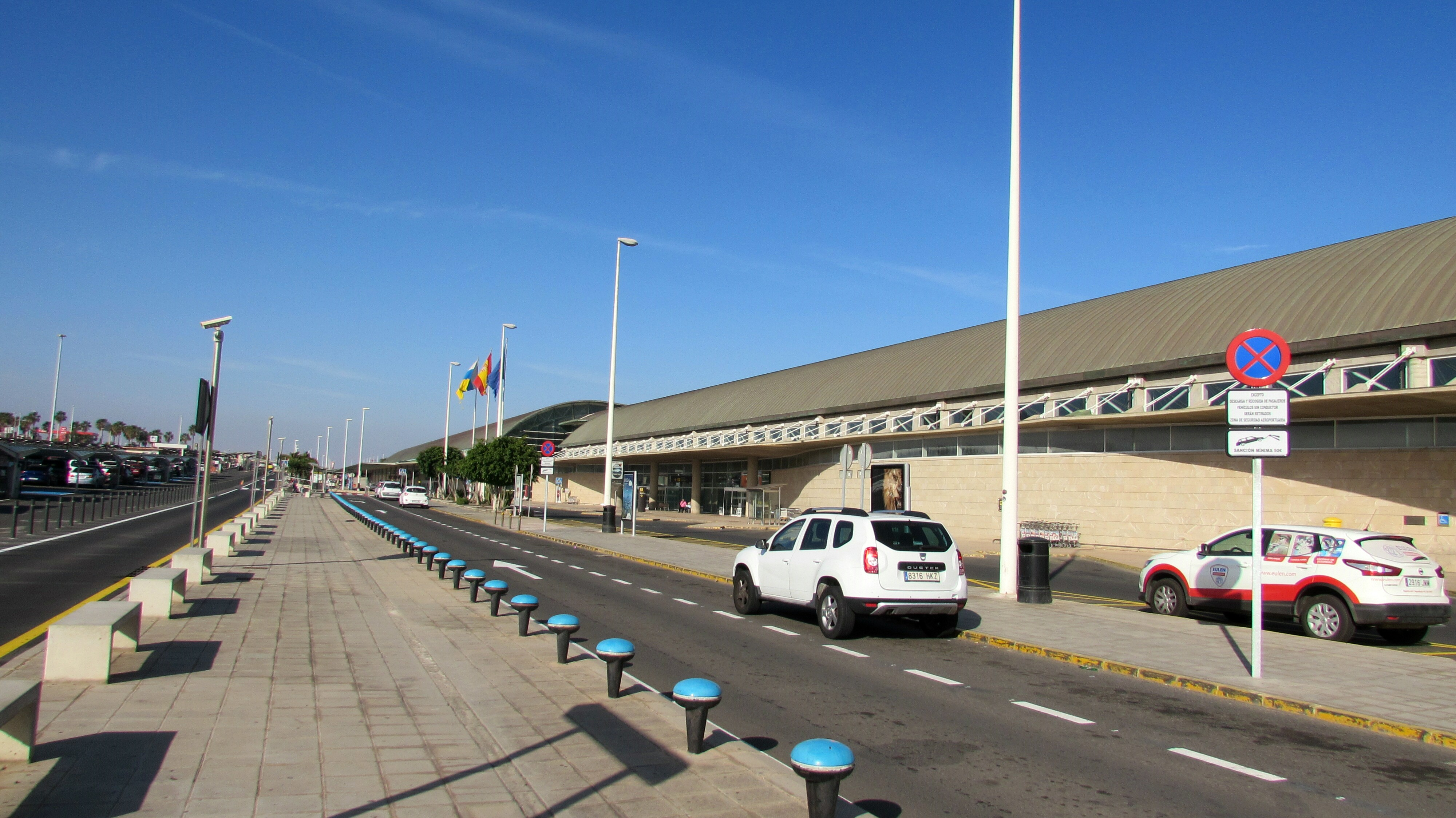
Flughafengebäude 2018
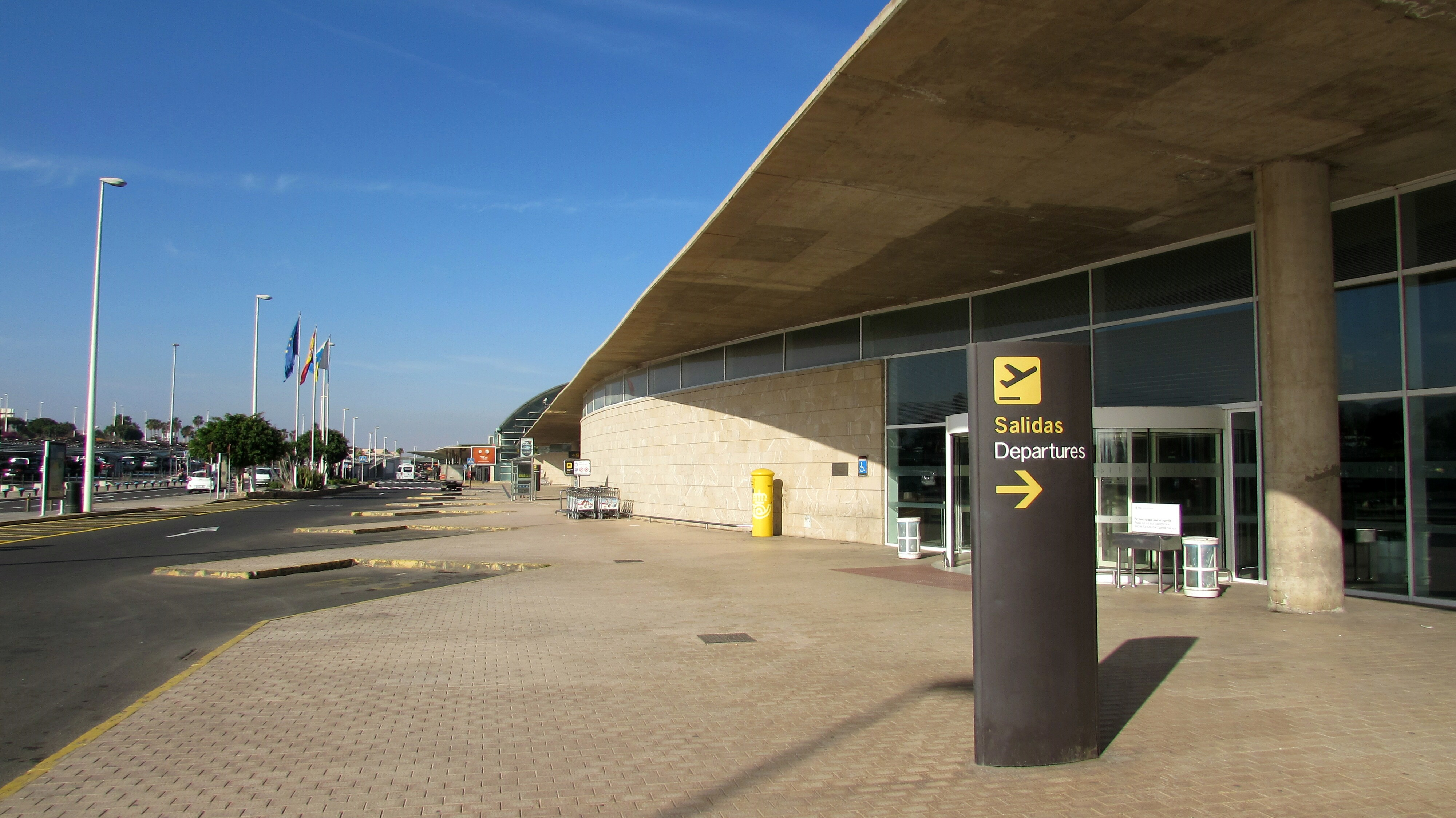
Flughafengebäude 2018

## Fluggesellschaften und Ziele

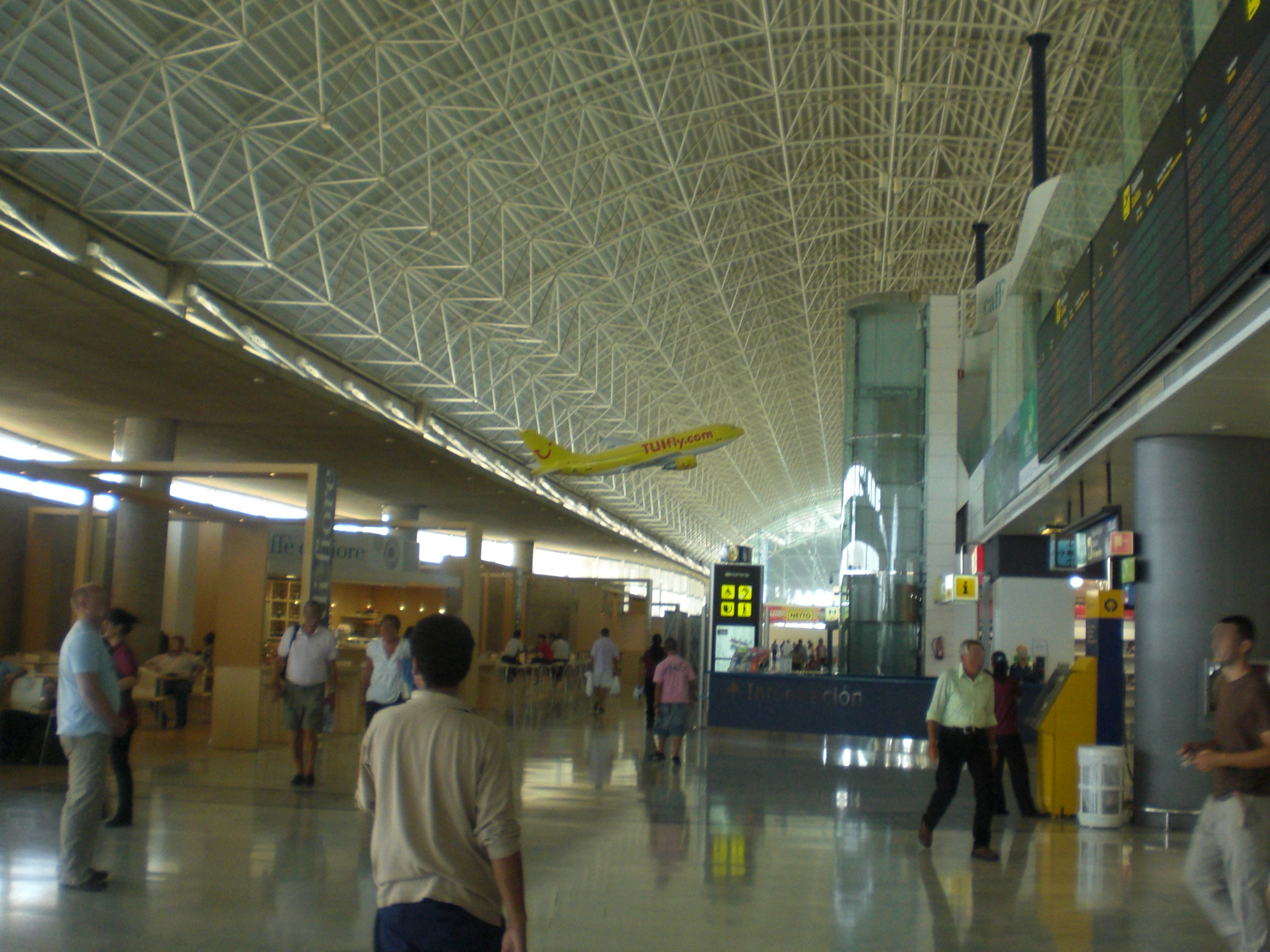
Abfertigungshalle

Der Flughafen bedient internationale Flüge hauptsächlich im Charterverkehr. Die meisten Flüge kommen aus Großbritannien, Deutschland, Österreich und den Niederlanden. Hinzu kommen Inlandsflüge. Es bestehen auch Flugverbindungen zu den kanarischen Nachbarinseln.

## Verkehrszahlen
| Jahr  | Fluggastaufkommen | Luftfracht (Tonnen) | Flugbewegungen |
| ----- | ----------------- | ------------------- | -------------- |
| 2024* | 6.445.965         | 349                 | 52.032         |
| 2023  | 6.020.403         | 372                 | 49.281         |
| 2022  | 5.641.500         | 390                 | 48.690         |
| 2021  | 3.114.105         | 369                 | 33.598         |
| 2020  | 2.144.695         | 344                 | 24.609         |
| 2019  | 5.635.417         | 735                 | 47.223         |
| 2018  | 6.118.840         | 874                 | 51.541         |
| 2017  | 6.049.291         | 947                 | 48.216         |
| 2016  | 5.676.323         | 945                 | 45.456         |
| 2015  | 5.027.415         | 937                 | 39.307         |
| 2014  | 4.764.646         | 978                 | 40.066         |
| 2013  | 4.258.069         | 1.023               | 35.500         |
| 2012  | 4.399.023         | 1.214               | 37.772         |
| 2011  | 4.948.018         | 1.558               | 44.549         |
| 2010  | 4.173.590         | 1.711               | 39.437         |
| 2009  | 3.738.492         | 1.913               | 36.429         |
| 2008  | 4.492.003         | 2.723               | 44.552         |
| 2007  | 4.629.877         | 3.127               | 44.870         |
| 2006  | 4.458.711         | 3.197               | 44.044         |
| 2005  | 4.071.875         | 3.179               | 40.415         |
| 2004  | 3.917.109         | 3.640               | 39.865         |
| 2003  | 3.919.224         | 3.695               | 39.695         |
| 2002  | 3.620.576         | 3.713               | 32.520         |
| 2001  | 3.577.638         | 3.837               | 30.471         |
| 2000  | 3.467.614         | 4.488               | 31.663         |

* 2024: Vorläufige Daten